# 中国国土经济学会
中国国土经济学会是中华人民共和国国土经济工作者组成的群众性学术团体，是中国科学技术协会主管的社会团体，原名中国国土经济学研究会，1981年成立。